# Heinrich Günther von Witzleben
Karl Friedrich Heinrich Günther von Witzleben (* 11. Juni 1755 auf Angelroda; † 17. April 1825 ebenda) war preußischer Generalmajor und zuletzt Inspekteur der Garde-, Garnisonstruppen und Invaliden, zudem war er Erbherr auf Angelroda und Elgersburg.

## Herkunft
Seine Eltern waren der preußische Hauptmann Albrecht Ernst Heinrich von Witzleben (* 7. März 1717; † 22. Mai 1761) und dessen Ehefrau Albertine Christiane Charlotte von Witzleben (* 19. Februar 1727; † 12. März 1818).

## Leben
Er kam Ostern 1766 auf die Klosterschule Roßleben an der Unstrut und verblieb dort bis Ostern 1771. Am 19. September 1772 kam er dann als Gefreitenkorporal in das Infanterie-Regiment Nr. 21. Dort wurde er am 3. August 1773 Fähnrich und am 24. Juni 1777 Seconde-Lieutenant. Als solcher nahm er auch am Bayrischen Erbfolgekrieg teil. Danach stieg er weiter auf. Am 17. Juni 1783 wurde er Premier-Lieutenant, am 5. Juni 1788 Stabshauptmann und am 5. Dezember wirklicher Hauptmann und Chef einer Grenadierkompanie. Als im gleichen Jahr er Ersten Koalitionskrieg nahm auch er daran teil. Er kämpfte bei der Kanonade von Valmy, der Belagerung von Mainz (1793) in den Schlachten bei Pirmasens und Kaiserslautern sowie in den Gefechten bei Kettrichhof, La Lune, Hornbach, und Bodenthal.
Nach dem Krieg wurde er am 18. Februar 1798 Major und dann am 16. November 1805 wurde zum Kommandeur des 1. Bataillons ernannt. Im folgenden Vierter Koalitionskrieg kämpfte er in der Schlacht bei Auerstedt, machte danach den Rückzug bis Prenzlau mit, wo er nach der Kapitulation in Gefangenschaft geriet. Er wurde danach inaktiv gestellt.
Nach dem Krieg bemühte er sich bereits 1808 um eine Wiederanstellung und wurde am 7. Oktober 1809 zum Inspekteur der Gewehrfabriken in Spandau und Potsdam ernannt. Am 13. April 1812 erfolgte seine Beförderung zum Oberstleutnant und am 18. März 1813 wurde er dann Inspekteur der Reserve- und Garnisonstruppen in der Mark Brandenburg, wo er sich besonders um die Ausbildung der Truppen verdient gemacht hat. Am 26. April 1814 wurde er zum Oberst befördert und dazu Inspekteur der Garde-, Garnisonstruppen und Invaliden im Generalkommando in Brandenburg und Pommern. Nach den Befreiungskriegen erhielt er für seine Verdienste um die Inspektion, am 25. Februar 1816 das Eiserne Kreuz 2. Klasse am weißen Bande, und dazu am 15. Juli 1816 das Gehalt eines Regimentskommandeurs. Am 19. September 1818 erfolgte seine Ernennung zum Generalmajor. Am 18. Januar 1820 erhielt er den Roten Adlerorden 3. Klasse und nahm am 14. April 1820 seinen Abschied. Er bekam aber Gehalt als Inaktiver. Er zog sich auf sein Gut Angelroda zurück, wo er am 17. April 1825 starb.

## Familie
Er heiratete am 5. Juli 1782 in Halberstadt die Freiin Amalie Karoline Luise Wilhelmine von Wulffen (* 1. Juli 1766; † 18. April 1807) aus dem Haus Füchteln. Das Paar hatte folgende Kinder:
- Karl Ernst Job Wilhelm (* 20. Juli 1783; † 9. Juli 1837), preußischer Kriegsminister ⚭ Auguste Henriette von Splittgerber († 25. Juni 1858)
- Konstantin August Wilhelm (* 31. Oktober 1784; † 7. April 1845), preußischer Generalmajor ⚭ 1811 Luitgarde von Bischoffwerder († 10. Februar 1869), Tochter von Hans Rudolf von Bischoffwerder
- Karoline Friederike (* 24. Juli 1786; † 19. Januar 1789)
- Emilie Sophie Charlotte (* 21. Februar 1788; † 4. Mai 1858) ⚭ August von Stockhausen (* 19. Februar 1793; † 31. März 1861), Generalleutnant und Kriegsminister.
- Hermine Franziska Antonie (* 15. Oktober 1789), Hofdame der Fürstin zu Schwarzburg-Sondershausen
- Karl (* 5. August 1791; † 29. November 1861), Hauptmann a. D., Forstmeister in Schleusingen ⚭ 1823 Luise von Hake (* 6. März 1798; † 26. Februar 1854)
- Agnes Bernhardine (* 1. Januar 1797) ⚭ 1816 Adolf von Rieben, Major, Herr auf Kutscheborwitz